# Stout (Iowa)
Stout város az USA Iowa államában, Grundy megyében. Lakosainak száma 191 fő (2020. április 1.).

## Népesség
A település népességének változása:
| Lakosok száma | 162  | 224  | 191  |
|               | 1920 | 2010 | 2020 |